# Nyctereutes viverrinus
Nyctereutes procyonoides viverrinus · Nyctéreute viverrin, Chien viverrin du Japon, Tanuki du Japon
Ceci est un article sur l’espèce Nyctereutes viverrinus, pour la sous-espèce vivant sur les îles principales du Japon, voir Nyctereutes viverrinus viverrinus
Espèce
Répartition géographique
Synonymes
- Canis viverrinus Temminck, 1838 (Protonyme)
- Canis brachyotos de Blainville, 1904
- Nycthereutes viverrinus Temminck, 1838
- Nyctereutes procyonoides viverrinus Wozencraft (en), 2005
- Nyctereutes albus Hornaday, 1904

Nyctereutes viverrinus, le Nyctéreute viverrin, plus communément désigné sous les noms de Chien viverrin du Japon et de Tanuki du Japon, est une espèce de mammifères de l'ordre des Carnivores (Carnivora) et de la famille des Canidés (Canidae), endémique de l'archipel japonais. Originellement décrit comme une espèce distincte de Nyctereutes procyonoides, il fut reclassé comme une sous-espèce de ce dernier sous le nom de N. p. viverrinus, avant que certains chercheurs proposent de le reclasser une nouvelle fois comme espèce distincte sur la base d’études comparatives effectuées au début des années 1990.

## Dénominations et classification
- Nom scientifique : Nyctereutes viverrinus Temminck, 1838[2]
- Noms normalisés anglais : japanese raccoon dog, tanuki
- Noms vulgaires : Chien viverrin japonais, Chien viverrin du Japon[note 1], Tanuki japonais, Tanuki du Japon[3], Nyctéreutes viverrin (Vieilli)[4], Nyctéreute du Japon (Vieilli)[5].
- Noms vernaculaires, couramment utilisés en français, pouvant éventuellement désigner d’autres espèces : Chien viverrin[note 2], Tanuki[6],[7],[8],[note 3], Chien-martre, Chien raton[9], Chien-raton laveur, Nyctéreute (Vieilli)[10].

## Taxonomie

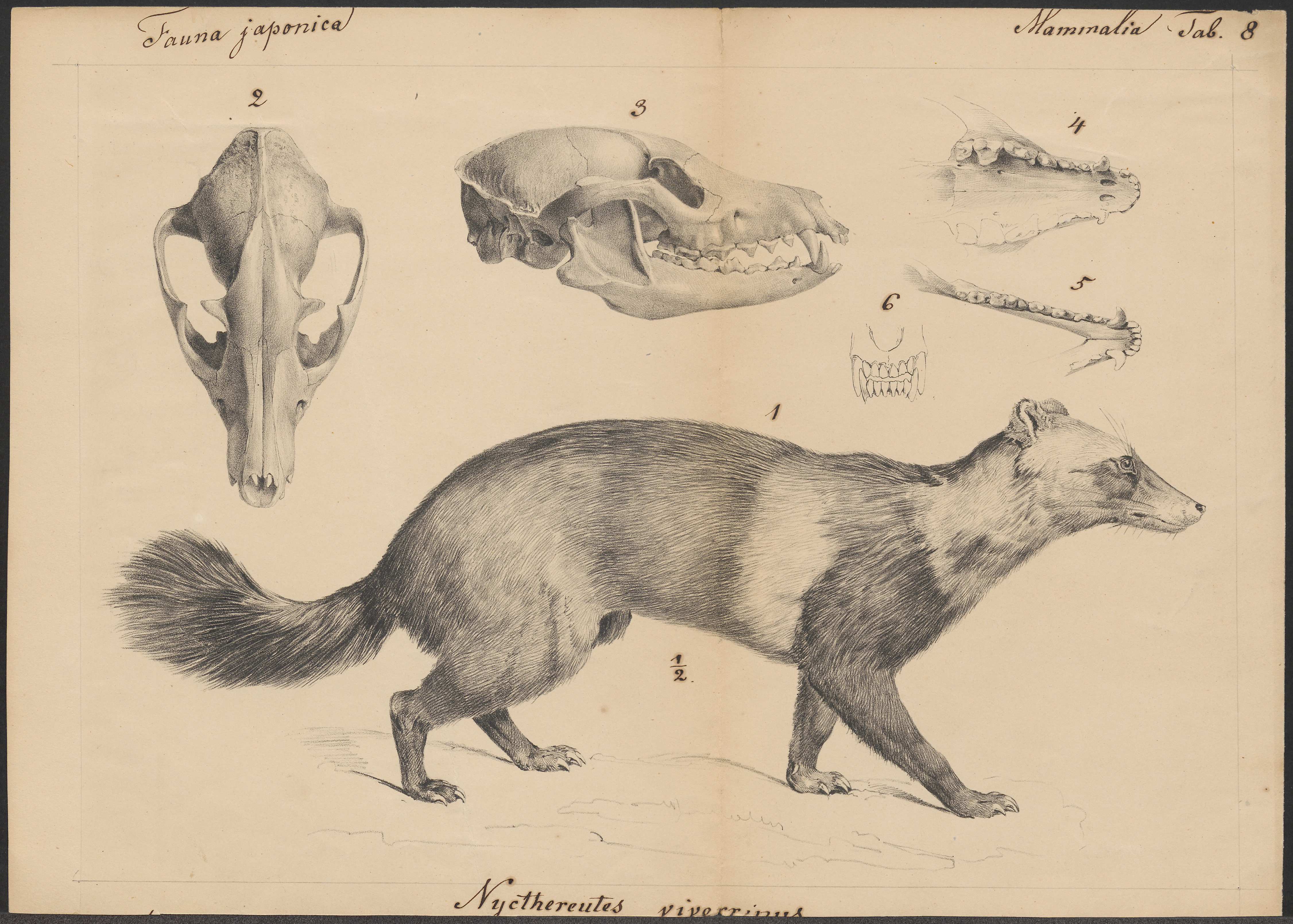
Planche de présentation du « Nyctéreute viverrin » dans la première édition de Fauna Japonica paru en 1842.

L’espèce fut décrite pour la toute première fois par le naturaliste Coenraad Jacob Temminck, à partir des dépouillées expédiées du Japon par Philipp Franz von Siebold lors de son voyage au cours des années 1820. Elle fut considérée comme une espèce distincte sur la base de la couleur de son pelage. Le terme viverrinus fait référence aux animaux du genre viverria de l’Inde duquel l’espèce tire quelque ressemblances. Mais par la suite le taxon fut relégué à un simple synonyme de Nyctereutes procyonoide, formant le nom vernaculaire de l’animal en français.
Dans un bulletin de la revue des sciences naturelles appliqué de la société d’acclimatation de France en 1899, l’éleveur de mammifère G. Pays-Mellier a réussi à se procurer un couple de chiens viverrins issu de l’archipel japonais (Nyctéreute du Japon) et une femelle de Sibérie (Nyctéreute de Sibérie) tous désignés sous le nom de « Nyctéreutes procyonoides » rendant l’éleveur perplexe tant les deux populations montrent certaines différences notables comme l’épaisseur du pelage. Finalement, il ne parvient pas à reproduire la femelle de Sibérie avec son mâle du Japon.
À la suite d’une étude menée vers la fin des années 80, il fut révélé des différences ostéologiques et caryotipiques notables entre les populations continentales et japonaises. En effet, en plus de posséder des séquences spécifiques dans leur génome mitochondrial, les populations japonaises possèdent un total de seulement 38 chromosomes, contre 54 chez les populations continentales. Un processus induit par un phénomène de translocation robestsonienne, qui se serait accentué après la fonte des glaces qui reliait l’archipel japonais au continent asiatique. Un phénomène généralement associé à un processus naturel de spéciation géographique.
Cependant, ce taxon reste encore invalide dans de nombreux systèmes de classification : ITIS du fait qu’elle ne figure pas sur la troisième édition de la revue MSW, qui la considère encore comme la sous-espèce N. p. viverrinus. L’UICN ne le reconnais pas non plus, bien qu’il évoque le potentialité de l’inclure dans une éventuelle mise à jour future. Seul l'American Society of Mammalogists reconnaît officiellement ce taxon, mais là aussi avec quelques réserves.

### Sous-espèces
Au Japon, bien que certains travaux de recherche mentionnent l’espèce Nyctereutes viverrinus, elle n’a pas de nom vernaculaire spécifique et elle n’est généralement pas non plus reconnue par l’Institut national d'études environnementales, les populations étant davantage étudiées à une échelle des sous-espèces locales plutôt qu’à la l’échelle de l’espèce en elle-même, tant elles présentent de différences sur le plan écologique.
Sur l’archipel, le chien viverrin japonais est divisé en deux sous-espèce locales distinctes : 
| Nom et auteur                                                                 | Localisation                                                                                            | Synonyme                          |
| ----------------------------------------------------------------------------- | --- | --------------------------------- |
| N. v. viverrinus ホンドタヌキ (Hondotanuki, « Tanuki du Hondo »)              | Îles principales de Honshū, Kyūshū et Shikoku (autochtone). Îles de Sado, Iki et Yakushima (Introduit). | N. p. viverrinus (Temminck, 1838) |
| N. v. albus エゾタヌキ (Ezotanuki, Chien viverrin d’Hokkaidô ou Tanuki d’Ézo) | Île d’Hokkaidō.                                                                                         | N. p. albus (Hornday, 1904)       |

Par ailleurs, la référence taxonomiques de l’espèce est très souvent confondue avec sa propre sous-espèce type : Nyctereutes viverrinus viverrinus. Ils partageant le même taxon : N. p. viverrinus. Le taxon N. v. albus du chien viverrin d’Hokkaidō n’étant pas non plus présent dans la plupart des systèmes de classification comme ITIS ou MSW, bien qu’il soit reconnu comme valide.

## Répartition
Comme son nom l’indique, l’espèce pour son aire de répartition une grande partie des grandes îles composant l’archipel japonais, à savoir lles îles de Honshū, Kyūshū et Shikoku, mais aussi l’île septentrionale d’Hokkaidō. Dans le cadre de son élevage pour le commerce de la peau et de la fourrure, il fut introduit sur divers îles à des périodes plus ou moins éloignées dans le temps, comme sur l’île de Sado. Sur les îles où il a été introduit dans les périodes les plus récentes, sa présence est indésirable et il représente une menace pour les écosystèmes locaux, notamment sur l’île de Yakushima.

## Caractéristiques

### Description
Tout comme les autres sous-espèces le chien viverrin japonais se caractérise également par un corps longiligne, des membres courts et un masque facial sombre. Cette apparence évoque d'autres animaux comme le raton laveur, le blaireau ou plus particulièrement la civette, avec lesquels il est parfois confondu.
Son crâne et petit, ses oreilles sont courtes et rondes et son museau est fin et allongé. Il possède également un masque facial s’interrompant entre les deux yeux. Il possède cinq doigts sur les membres antérieurs et postérieurs. Les pouces des membres antérieurs sont séparés des autres doigts et sont plus proches des chevilles, une physionomie particulière lui permettant de s’accrocher à l’écorce des troncs d’arbres pour y grimper.

#### Dimensions
Le chien viverrin japonais est une espèce significativement plus petite et plus légère que l’espèce continentale. Le chien viverrin du Japon (N. v viverrinus) est considérée comme la population aux dimensions les plus petites, avec une longueur minimale d’une trentaine de centimètres contre une cinquantaine pour toutes les autres. Le chien viverrin d’Hokkaidō, sous-espèce adaptée au froid, est également plus petite que la sous-espèce sibérienne d’une dizaine de centimètre.

#### Fourrure
Le pelage du chien viverrin japonais est bien plus court, que celui que les autres populations continentales, offrant une isolation thermique moindre, même chez le chien viverrin d’Hokkaidô, qui compense par la poussée d’un très épais pelage hivernal. La couleur générale du pelage tourne autour d’une certaine prévalence d’un brun clair, presque jaune, avec des nuances de grisâtre au de roussâtre. Le masque facial noir est bien marqué. Des marques plus claires, d’un jaune presque blanchâtre, forment un collier qui fait le tour de la gorge et remonte par l’épaule.

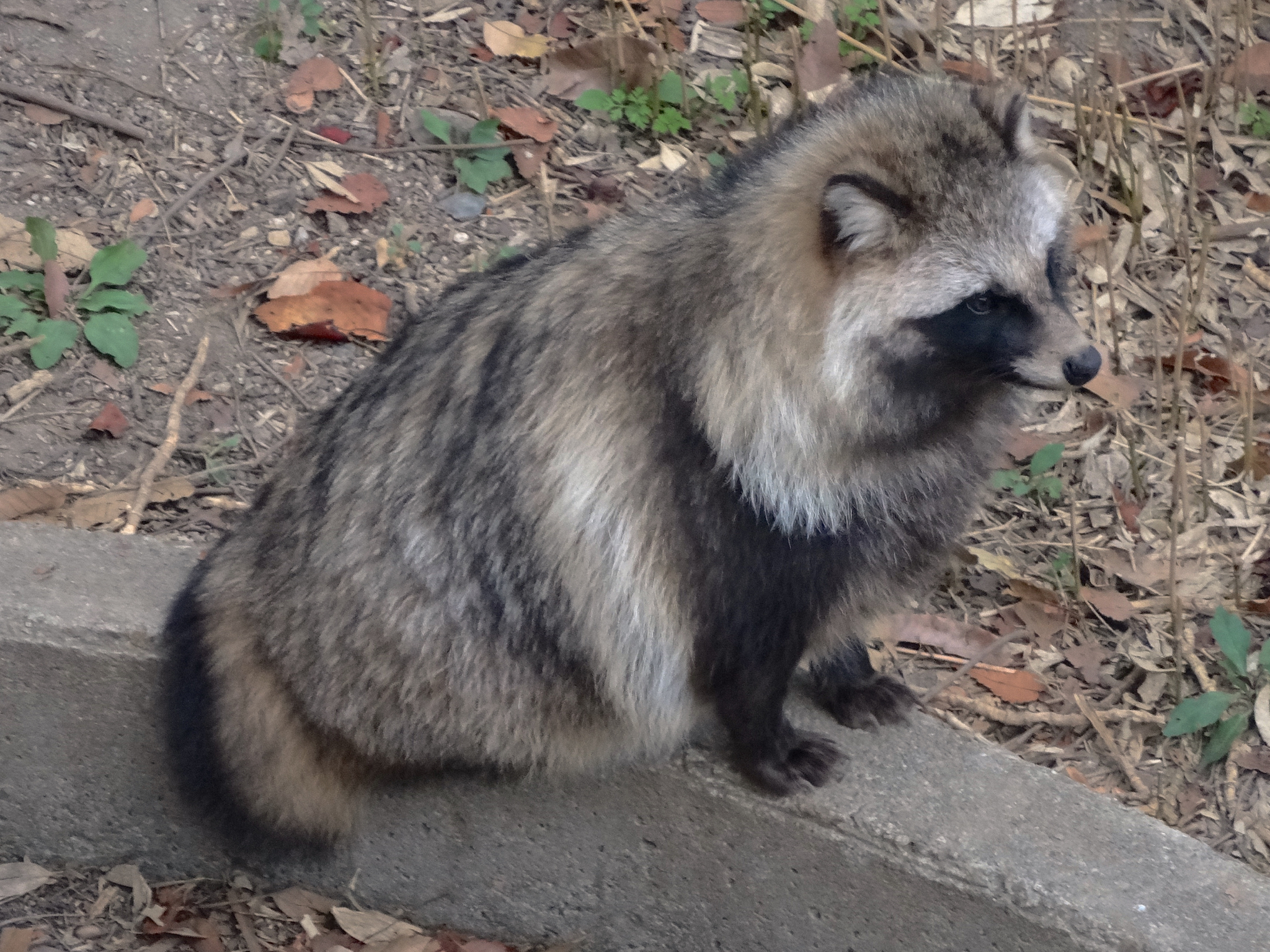
Pelage d’Hiver
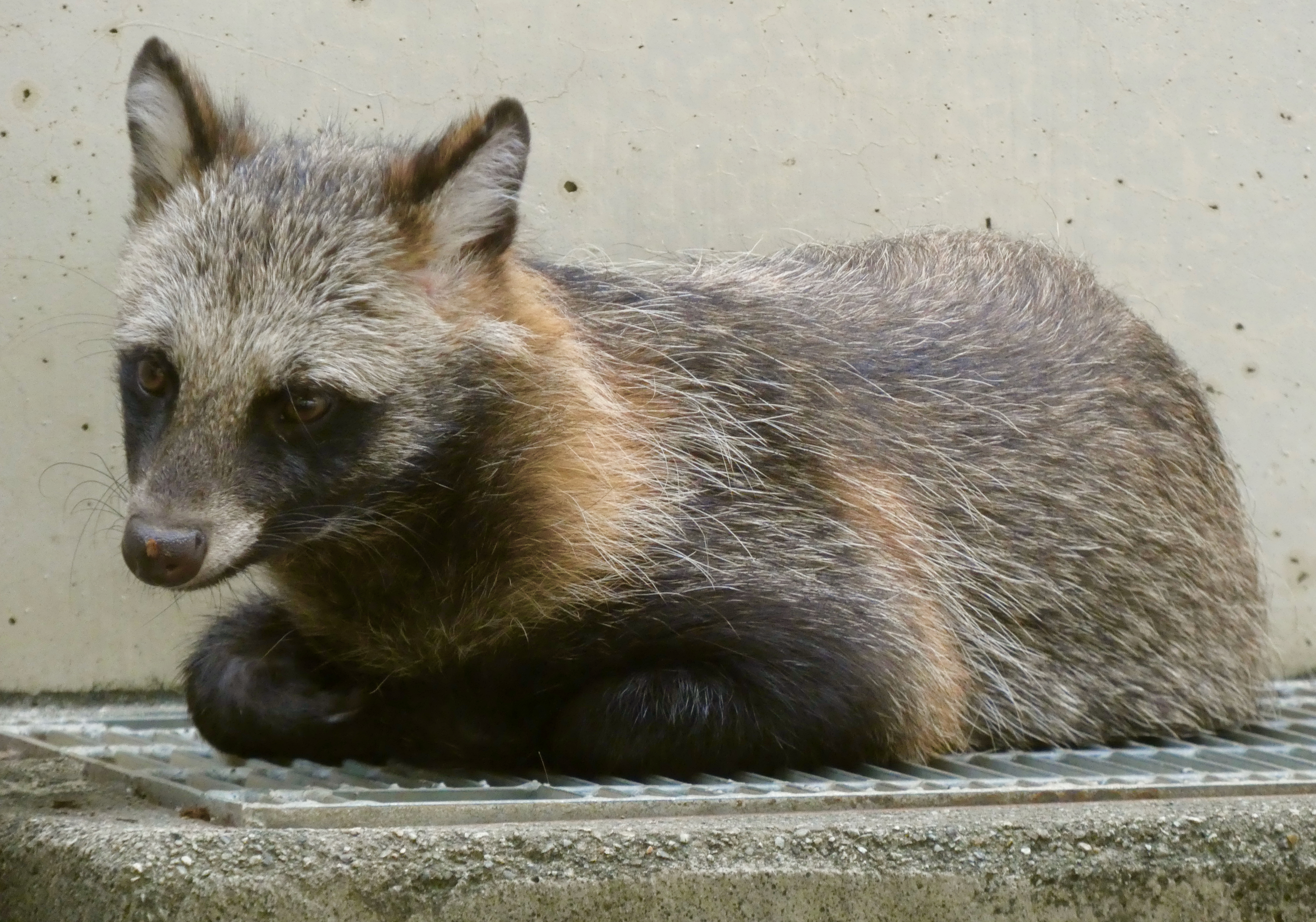
Individu juvénile dans son pelage d’été
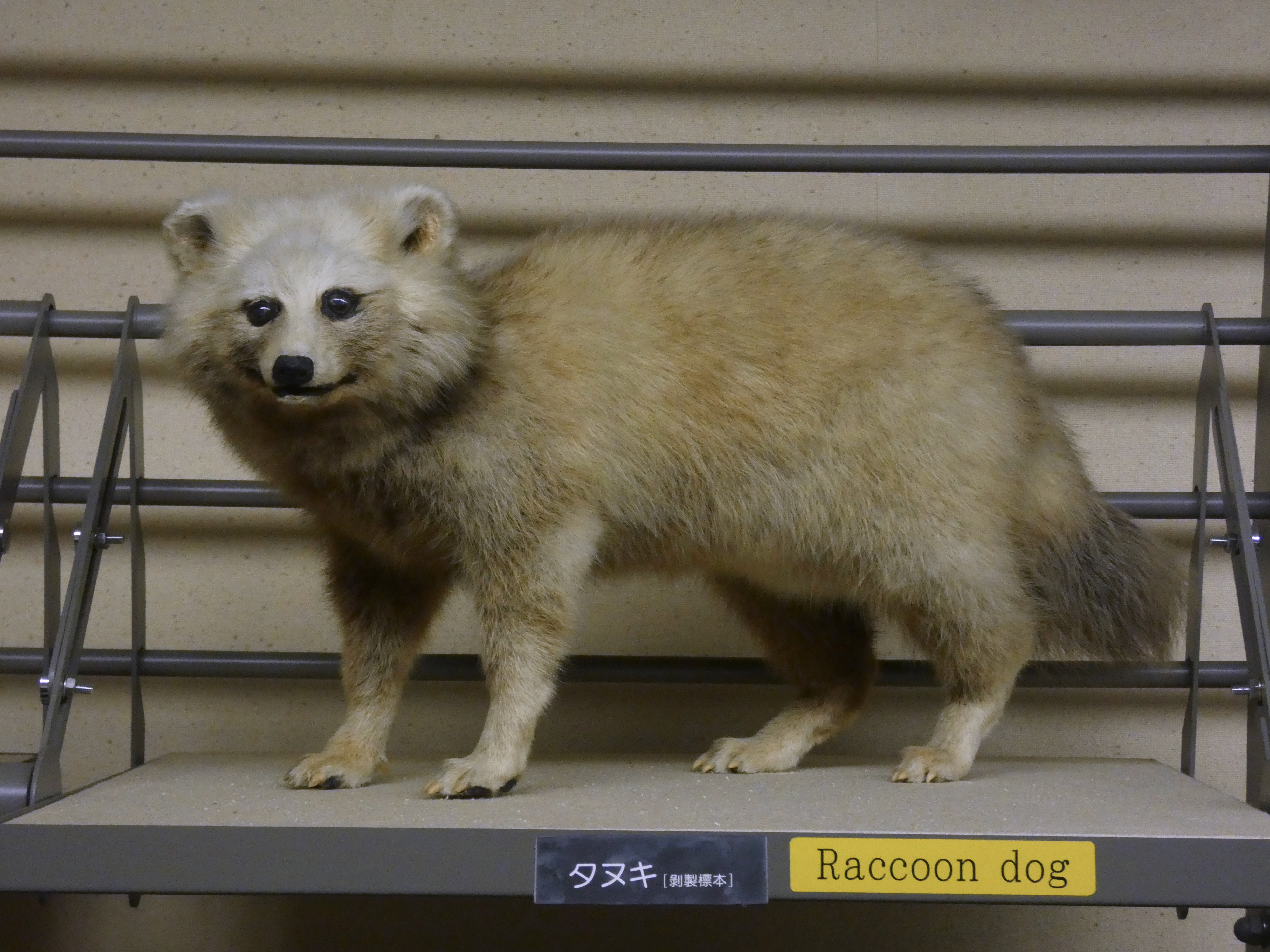
Individu âgé naturalisé
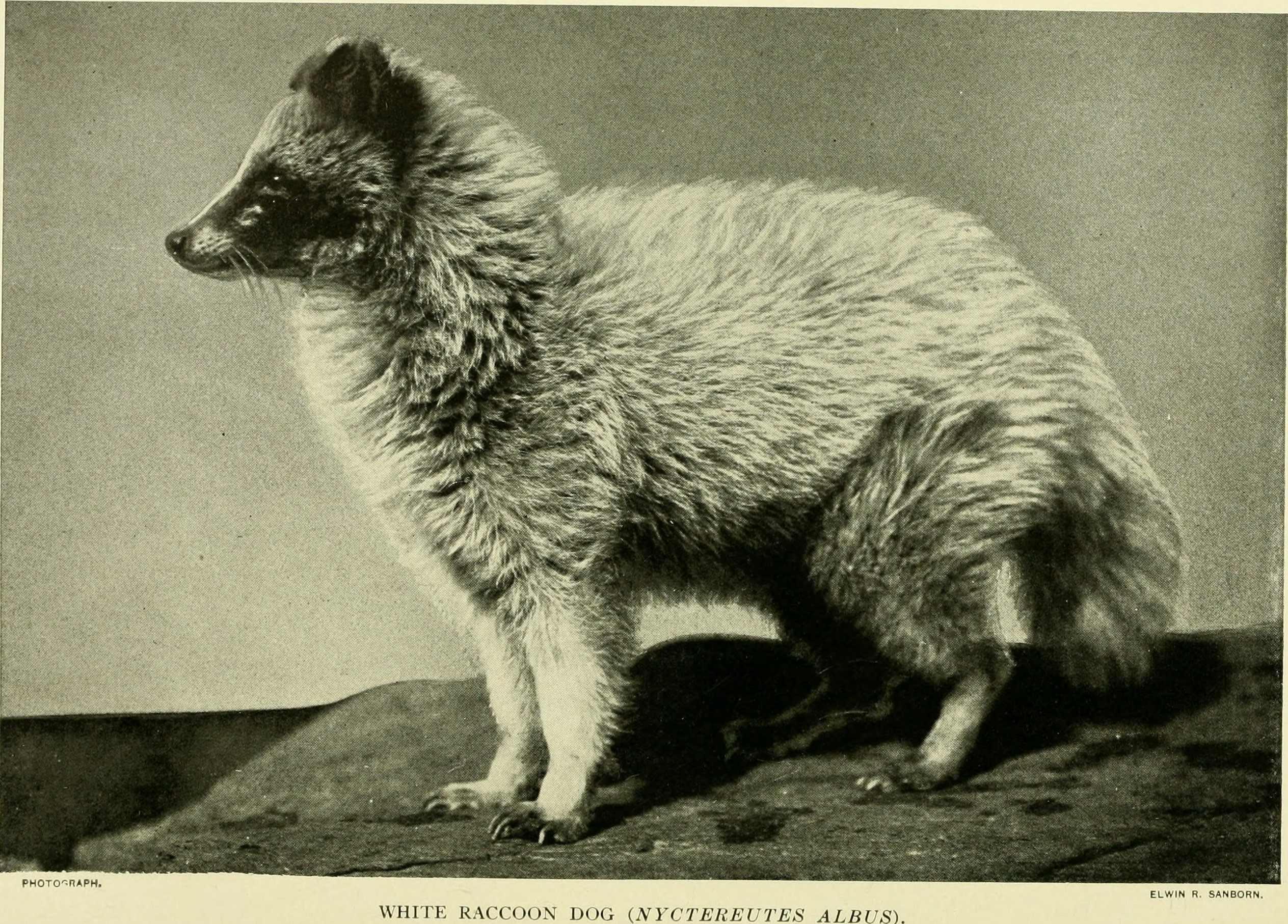
Variante blanche

## Écologie

### Habitat
Les chiens viverrins japonais occupent une grande diversité de milieux, principalement dans les satoyama, des zones semi-boisées, des clairières au pied des montagnes, des sous-bois denses et en bordure de forêt proches de points d’eau,. Ils s’installent généralement dans des terriers déjà occupés ou bien abandonnés par d’autres animaux comme le blaireau japonais pour la sous-espèce continentale, ainsi que dans des cavités dans le bois mort ou dans la roche comme c’est le cas pour la sous-espèce d’Hokkaidô,. Autour de ces sites de repos, ils creusent parfois des latrines : des zones de défécation collectives qui jouent un rôle dans la fertilisation des sols et dans la communication olfactive entre individus,. La sous-espèce nippone fréquente principalement les forêts mixtes de feuillus et de conifères situées près de lacs, de rivières ou du littoral. Toutefois, elle se distingue par sa remarquable capacité d’adaptation aux environnements urbains : on peut la rencontrer dans les quartiers métropolitains de Tokyo, où elle utilise les caniveaux, les égouts souterrains ou de simples haies pour se déplacer et se reposer. Sa tolérance à la présence humaine est élevée, ce qui explique sa survie dans les zones densément peuplées. En revanche, la sous-espèce d’Hokkaidō montre une préférence plus marquée pour les milieux forestiers stricts. Elle reste généralement à l’intérieur des bois tant le jour que la nuit, et ses sites de repos se situent au cœur des zones boisées. Elle est rarement observée en lisière de zones agricoles ou urbaines.

### Activité
Le chien viverrin japonais a une activité relativement nocturne, l’activité diurne est plus marquée chez la sous-espèce d’Hokkaidō, tandis que celle du Japon est plutôt crépusculaire à nocturne. Du fait des températures relativement douces toute l’année, le chien viverrin du Japon peut rester actif sans besoin d’entrer dans son état de pseudo-hibernation, ce qui a laissé supposer qu’il s’agissait d’une caractéristique du chien viverrin japonais en tant qu’espèce.Cependant, la sous-espèce d’Hokkaidō, soumise à un climat rigoureux, est contrainte de rester inactive lors des grands froids de l’hiver sur l’île, à l’issue d’une prise de poids en réserves graisseuses jusqu’à 50 % de sa masse totale à l’automne.

### Régime alimentaire
Le chien viverrin japonais est un omnivore opportuniste dont le régime alimentaire se distingue par une grande diversité et une forte capacité d’adaptation. Sa niche alimentaire est bien plus large que celle de la majorité des autres carnivores : son alimentation inclut aussi bien des proies animales que des matières végétales, telles que des fruits ou des graines.
Cette flexibilité lui permet de s’ajuster à la disponibilité saisonnière des ressources dans différents environnements, qu’ils soient forestiers, humides ou périurbains.
Au printemps, les chiens viverrins consomment des invertébrés comme les vers de terre, mais aussi de petits vertébrés tels que des amphibiens ou de petits mammifères, en lien avec la reprise d’activité des écosystèmes. Durant l’été, leur alimentation devient plus variée : insectes, crustacés, mollusques, reptiles, poissons et amphibiens sont complétés par des fruits, notamment des baies et des kakis.
À l’automne, saison cruciale pour l’accumulation de réserves, les chiens viverrins recherchent des aliments riches en énergie : fruits sucrés, noix, tubercules et champignons forment l’essentiel de leur alimentation.
En hiver, quand les ressources se raréfient, ils se tournent vers des aliments disponibles toute l’année comme les charognes, les champignons, et parfois les déchets humains,.
Des différences notables existent entre les sous-espèces régionales. La sous-espèce du Japon (N. v. viverrinus) montre un régime très diversifié, où les fruits, les graines et les invertébrés constituent une part importante, bien plus que dans d'autres populations continentales. Chez cette sous-espèce, les poissons et les charognes sont consommés toute l’année, mais deviennent particulièrement cruciaux en hiver.
À l’inverse, la sous-espèce d’Hokkaidō (N. v. albus) reste un véritable omnivore, mais son régime repose davantage sur des petits animaux. Elle montre une dépendance plus marquée aux petits mammifères, aux oiseaux et aux poissons, avec une variation saisonnière calée sur la disponibilité de ces ressources.
Au sortir de l’hiver, elle privilégie les invertébrés actifs précocement et les jeunes pousses.

### Organisation sociale
Les chiens viverrins forment des groupes composés de parents, jeunes et individus solitaires ou veufs. Ces groupes, non territoriaux, se regroupent pour mieux se défendre contre d’éventuels prédateurs ou trouver de la nourriture.

### Cycle de vie

#### Reproduction
Les chiens viverrins forment généralement des couples monogames, stables sur la durée. La reproduction est annuelle chez la plupart des individus, mais peut parfois ne pas se produire certaines années, selon les conditions environnementales,. La gestation dure de 62 à 66 jours, et les portées comptent généralement de 2 à 5 petits, parfois jusqu’à 8 selon les régions,. Les petits pèsent environ 100 g à la naissance et sont sevrés entre 45 et 80 jours après la mise bas.
À la fin de l’été, les jeunes quittent le groupe familial, accumulent leurs réserves alimentaires et commencent à chercher un partenaire. La formation des couples a généralement lieu en hiver. Certains jeunes peuvent se reproduire dès leur première année, bien que l’âge de maturité sexuelle varie selon la sous-espèce,.
La sous‑espèce du Japon se reproduit principalement de mars à mai, avec des naissances entre fin avril et début mai. Les terriers sont souvent aménagés dans des cavités naturelles : sous de gros rochers, dans des troncs creux ou sous des bâtiments, car les chiens viverrins ne creusent pas leurs propres terriers. Ils privilégient également les zones de végétation dense pour s’y abriter durant la journée. Les jeunes quittent le terrier après environ six semaines et deviennent indépendants à l’automne. Ils atteignent la maturité sexuelle entre 9 et 11 mois. Celle d’Hokkaidō connaît un décalage de la période de reproduction, qui commence plus tardivement, à la fin du printemps ou en été. Les naissances, plus rares, peuvent avoir lieu au printemps suivant. Le nombre de petits par portée est en général plus faible (2 à 5), et la maturité sexuelle n’est atteinte qu’entre 1 et 2 ans. Chez cette sous-espèce, les deux parents participent activement à l’élevage des petits, se relayant pour surveiller la tanière durant 30 à 50 jours après la mise bas.

#### Mortalité

##### Concurrent et prédateurs
Les deux sous-espèces font face à une concurrence avec d’autres mésocarnivores : sur les îles principales, sur le renard roux, le blaireau japonais ou la civette masquée ; l’introduction du raton laveur pourrait impacter les populations japonaises. Le loup a disparu dans les deux régions, laissant en Hokkaidō le renard roux comme principal concurrent terrestre. Les seuls prédateurs efficaces restent les grands rapaces comme l’aigle royal ou l’aigle montagnard, mais surtout des éléments dus à l'influence humaine comme l’élimination par les rares chiens errants, mais surtout les collisions routières. Des estimations raisonnées font état d'un chiffre qui avoisinerait les 370 000 chiens viverrins tués par collision avec un véhicule chaque année au Japon. La thanatose de l’animal en est notamment la cause. La longévité à l’état sauvage est estimée à 5–8 ans sur les îles principales, 6–8 ans à Hokkaidō, et jusqu’à 10 ans ou davantage en captivité,, voire 13 ans dans le meilleur des cas.

##### Maladies & pathogènes
Ces carnivores sont sensibles à la maladie de Carré, transmise notamment par le blaireau et la civette sur les îles principales, ainsi qu’à la gale. Cette dernière peut induire une perte importante de pelage, des infections bactériennes, et provoquer l’effondrement de populations à une échelle locale,, constituant de bons moyens de régulations de populations non soumises à la prédation.